# La Révolution française (film, 1911)
Pour les articles homonymes, voir La Révolution française.
Pour plus de détails, voir Fiche technique et Distribution.
La Révolution française est un film muet français  réalisé par Louis Feuillade, sorti en 1911.

## Fiche technique
- Titre : La Révolution française
- Réalisation : Louis Feuillade
- Scénario :
- Photographie :
- Montage :
- Producteur :
- Société de production : Société des Établissements L. Gaumont
- Société de distribution :  Société des Établissements L. Gaumont
- Pays de production :  France
- Métrage :
- Langue : film muet avec les intertitres en français
- Format : Noir et blanc — 35 mm — 1,33:1 — Muet
- Genre : Film dramatique, Film historique
- Durée :
- Dates de sortie :
  - France : 1911

## Distribution
- Georges Wague